# Estadio Hiram Bithorn
Das Estadio Hiram Bithorn ist ein Baseballstadion in San Juan, der Hauptstadt von Puerto Rico, das seit 2008 auch für Fußball genutzt wird. Es ist das Heimstadion der Cangrejeros de Santurce und der San Juan Senators aus der Liga de Béisbol Profesional de Puerto Rico sowie der Atléticos de San Juan und von Academia Quintana aus der Puerto Rico Soccer League. Bis 2004 beheimatete das Hiram Bithorn auch die Senadores de San Juan, bevor diese als Lobos nach Arecibo abwanderten. Neben Baseball- und Fußballspielen ist es auch Austragungsort für andere Sport- und Großveranstaltungen wie Boxkämpfe oder Konzerte. Es fasst rund 18.000 Zuschauer. Das 1962 errichtete Stadion ist nach Hiram Bithorn benannt, einem Pitcher aus Santurce, der der erste Spieler aus Puerto Rico wurde, der es in die Major League Baseball (MLB) schaffte.
2001 fand das Eröffnungsspiel der MLB zwischen den Toronto Blue Jays und den Texas Rangers hier statt. 2003 und 2004 beherbergte das Stadion nach einem Umbau für 22 Heimspiele die Expos de Montréal, bevor diese als Nationals nach Washington, D.C. umzogen. Beim World Baseball Classic war es 2006, 2009 und 2013 Spielort einer Gruppe in der ersten Runde.

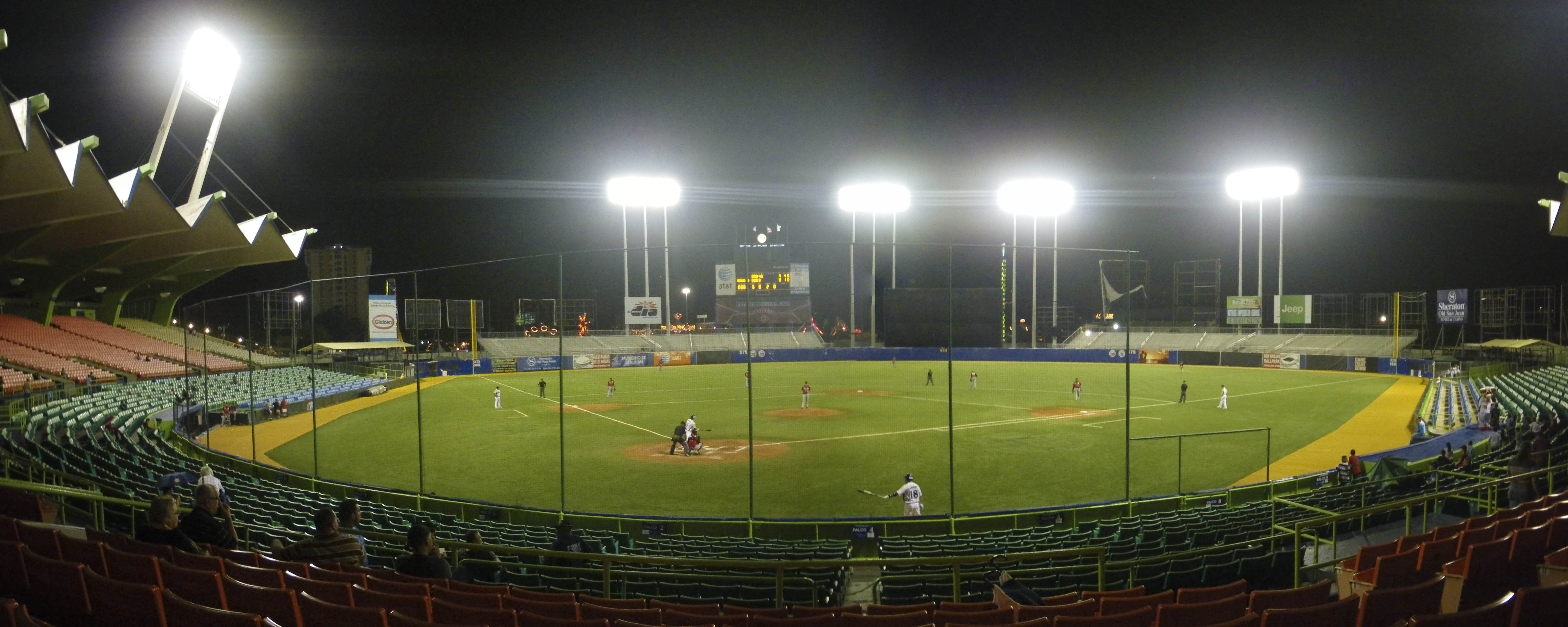
Panorama des Stadions während eines Baseballspiel